# Пинокио (балет)
Пинокио је балет у два чина са интермецом. Композитор балета је Нодар Викторович Чанба (композитор и диригент из Абхазије, Руска федерација), а писац либрета је српски кореограф Драган Јеринкић.Он је уједно и кореограф овог балета. Либрето је написан према роману „Пинокијеве авантуре“ Карла Колодија, с тим да је радња самог балета доживела извесне промене у концепцији. Праизведба је била у Српском народном позоришту 28. априла 2018. уочи Светског дана игре (29.априла). У основи је балет Пинокио намењен деци. По речима диригента Александра Којића, музика је комплексна, веома захтевна, по природи весела, али истовремено у свој тој комплексности и једноставна, слушљива и врло пријемчива. Овај балет се састоји из низа игара класичног и карактерног стила са пуно пантомимског, комичног и драмског садржаја што овај балет чини допадљивим и забавним - у критици наводи Ксенија Дињашки.

## Карактеристике и подела

###### Ликови
Балет Пинокио је по мого чему раскошна представа. Наиме у њему учествује веома велики број извођача. Између осталог, ту је велики број ликова који се појављују у представи:
Ђепето; Пинокио; Плава вила; Лисац; Мачак; Ђото; Цврчак; Манђафуоко; Розаура; Колумбине; Харлекини; Болеро; Мала тарантела; Директор циркуса; Сподобе
Кловнови; Човечуљак; Магарци; Дизачи тегова; Полицајци; Жена са водом; Вилин коњиц; Светлећи пуж; Морски пужић; Шкољке; Плаве вилисе; Медузе; Сирене; Ђаци; Пчелице; Народ, Тени.

###### Сценографија
Сценографија је веома захтевна јер се састоји из великог броја промена и штимунга.

###### Либрето
У основи либрета је Ђепетов сан у којем се одвија безмало целокупна радња балета.
Једне вечери, рибар Ђото креће кући без улова када зачује у оближњем шумарку надомак села звуке секире, те схвата да то мора бити његов пријатељ Ђепето. Креће му у сусрет како би помогао пријатељу. Пошто су пренели оборено дебло до Ђепетове радионице, радовали су се и играли уз вино. Ђепето одмах након тога започиње рад на лутку причајући приче из детињства о скривеном Морском краљевству на дну мора. Свладани умором и вином, оба пријатеља одлазе у царство снова.
Тада у собу улази Плава вила, оживљава све лутке, а једна од њих, несташни лутак, истрчава напоље на трг међу пролазнике и децу. То је био Пинокио. Ђепето и Ђото уз помоћ полиције покушавају да пронађу и поврате Пинокија, којег друга деца скривају. Обрт ситуације доводи до тога да полиција одводи у затвор самог Ђепета, а Пинокио се сам и тужан враћа кући где затиче Цврчка. Пошто је био и гладан, креће поново напоље у друштву Цврчка, како би нашао нешто за јело. Тек што су почели да једу сендвиче, задеси их невреме. Сви су се други разбежали, склањајући се од кише.
У међувремену је Ђепето пуштен из затвора, па је кренуо да тражи Пинокија и Цврчка. Био је пресрећан када их је пронашао, огрнуо их је кабаницом и одвео кући. Док су се тамо сушили и грејали, у посету им долазе  Розаура  и њен супруг Манђафуоко, власник Позоришта лутака. Хтели су да купе Пинокиа, али Ђепето је изјавио да Пинокио није на продају, па су купили друге лутке и отишли.
Нови дан, нови догађаји.Ђепето је припремио Пинокија за школу, а Ђото му је поклонио нови буквар. Пошто се опростио од Ђепета и придружио осталим ђацима, Пинокио ипак није отишао у школу, него је заменио буквар за улазницу у Позориште лутака. Манђафуоко и Розаура су представљали нове лутке. Пошто је угледала Пинокија, Розаура се обрадовала. Замолила је Манђафуока да Пинокију дa неколико дуката јер је Пинокио био гладан. Власник Позоришта лутака је то ипак, али невољно, и урадио. Представа са новим луткама, која се потом одигравала, била је веома занимљива и чаробна. Након што се завршила, Пинокио креће кући, пазећи на своје дукате. На њих такође пазе и Мачак и Лисица и не испуштају Пинокија из вида. Прво су зграбили Цврчка који је био кренуо у потрагу за Пинокијом. Али када је то Пинокио спазио, храбро је кренуо да савлада напаснике. Та намера се није остварила јер су оба пријатеља била савладана, везана и окачена да висе на дрвету. Дукати су ипак остали добро сакривени и разбојници их у први мах нису пронашли.
Док је висио на дрвету, изгладнели и уплашени Пинокио почео је да губи свест. Осетио је хладне руке сподоба и мислио је да умире. Видео је људе како га оплакују. Један плави зрачак држао га је у животу. Плава вила и вилисе бориле су се за његов живот. Исцрпљене и уморне, спасиле су Пинокија. Ослобођени Цврчак је викао и корио Пинокија због непослушности, али је Пинокио тврдио да није био неваљао. Плава вила му је скренула пажњу на нос, који је после сваке изговорене лажи постајао све дужи, рекавши му да мора престати да лаже јер се тако постаје искрен и добар човек.
Тако бивајући ожалошћен због своје позиције где га сви коре и чине му неправду, Пинокија поново срећу Мачак и Лисац и предлажу му да у Чаробној шуми посеје дукате, јер ће их на дрвету израсти још доста. Он то, наиван, чини, и лако губи дукате, које узимају два преваранта. Опхрвен и уморан, Пинокио заспа. Крај њега се појављује жена са врчом воде и пчеле које му дарују мед. Попут вредних пчела, мора и он постати вредан и кренути поново у школу! Гле, среће школске другове, али они уместо у школу одлазе са Човечуљком у Земљу чуда. Како одмичу на том путу,  све више постају магарчићи. Магарчићи су добри директору циркуса који их лако дресира бичем и они постају део циркуске  представе. Ту су и смешни кловнови и балерине који плешу болеро и тарантелу. Магарећи валцер се завршава повредом Пинокија. Сви су тужни због тога. Чак је и тужни кловн плакао заједно с њим. Човечуљак је вратио новац директору циркуса и повео повређеног магарца на обалу мора где га оставља и препушта судбини.
Забринути Ђепето је свуда тражио Пинокија, чак се отиснуо и чамцем на море али наступа невреме и он испада из чамца. Пинокио, остављен на обали поново преиспитујући своје срце које је у суштини добро, поново постаје дрвени луткак и сам креће пут мора у потрагу за Ђепетом. Стицајем околности и Ђепето и Пинокио ће се управо срести у утроби кита, али због њиховог радосног сусрета и скакања од среће, кит се осећа нелагодно и избацује их из себе. Отац и син се након овог догађаја налазе на дну мора. Морско краљевство лежи пред њима. Ту су корали у дивним бојама, медузе,
сирене и шкољке.
Иако је овим амбијентом био опчињен, Ђепето одлучује да се мора вратити кући како би пријатељу Ђоту испричао своју авантуру. Чаролија Морског краљевства није престајала. Све се пресијавало у бљештавом плаветнилу. Пинокио је, пак, начинио свој избор и одлучио да остане у овом свету. Претворен је у прелепог принца и заједно са Плавом вилом, принцезом овог краљевства, остао је да влада и исијава светло чистог срца преко вода и врхова таласа све до шума, насеља и људи.
У радионици се Ђепето буди пун радости и дивљења. Ђото је покушао да га врати из тог заноса и скоро да је успео у томе. Ипак, све је то било сувише стварно да би био сан. Знао је то Ђепето, кренувши ка столу, где је синоћ клесао дрвеног лутка. Али, Пинокија више није било. Наравно, – помислио је Ђепето – Пинокио се претворио у принца и започео је живот са лепом принцезом, јер у бајци снови постају стварност.
На радост свију, ова прича о Пинокију је заживела и препричавана је уз весеље до зоре, а и током многих лета потом.

## Извори и литература
1. ↑  „ПИНОКИО | Српско народно позориште”. www.snp.org.rs. Приступљено 2019-07-17.